# FK Dukla Banská Bystrica
Pour les articles homonymes, voir Équipe cycliste Dukla Banská Bystrica.
Actualités

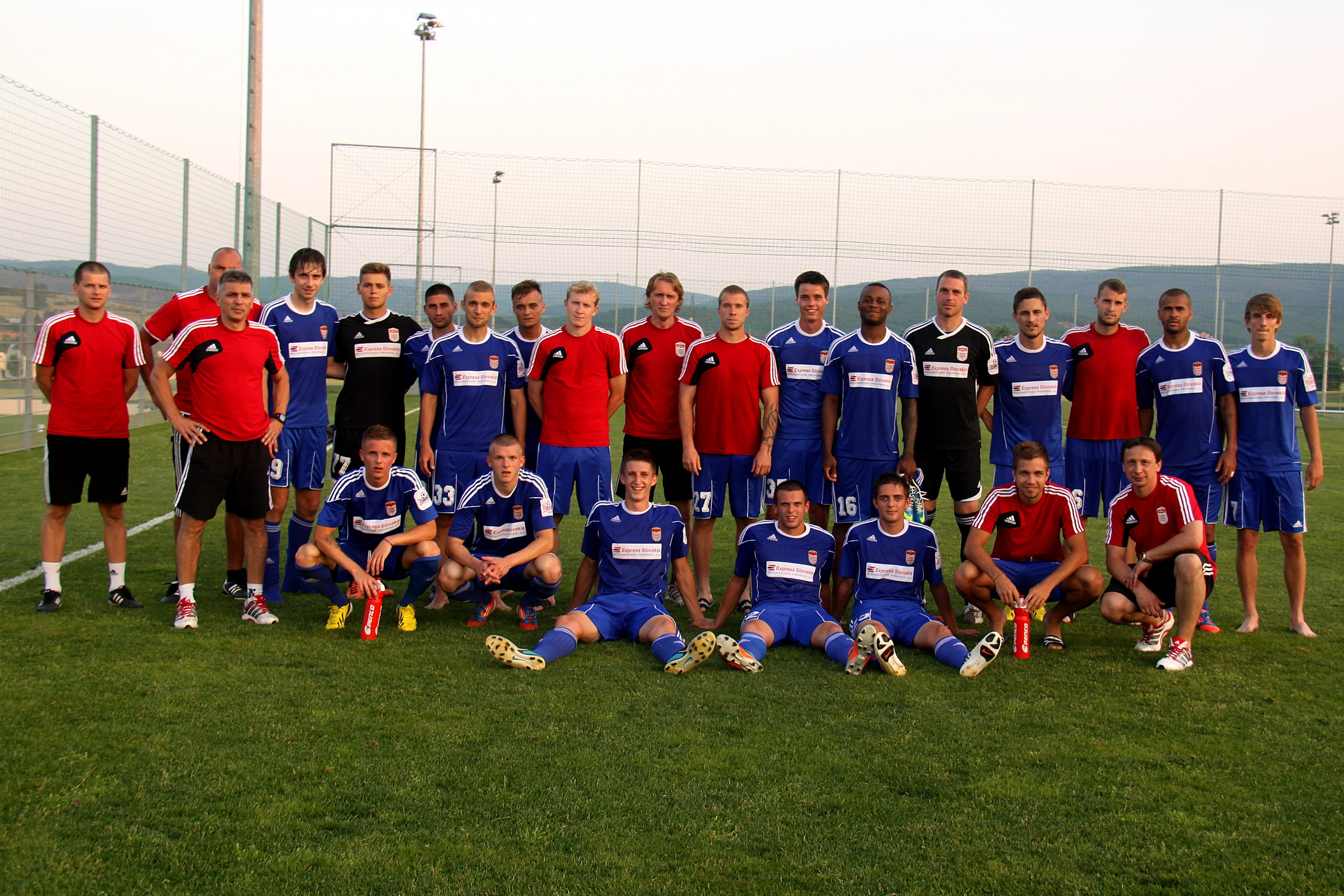
FK Dukla Banská Bystrica (2013)

Le FK Dukla Banská Bystrica est un club slovaque de football basé à Banská Bystrica.

## Historique
- 1965 : fondation du club sous le nom de VTJ Dukla Banská Bystrica
- 1967 : le club est renommé AS Dukla Banská Bystrica
- 1975 : le club est renommé ASVS Dukla Banská Bystrica
- 1984 : 1re participation à une Coupe d'Europe (C3, saison 1984/85)
- 1992 : le club est renommé FK Dukla Banská Bystrica

## Bilan sportif

### Palmarès
- Coupe de Slovaquie
  - Vainqueur : 2005

- Supercoupe de Slovaquie
  - Finaliste : 2005

- Coupe de Tchécoslovaquie
  - Finaliste : 1981

- Championnat de Slovaquie de deuxième division
  - Champion : 2003
  - Vice-champion : 2020 et 2021

### Bilan européen
Note : dans les résultats ci-dessous, le score du club est toujours donné en premier
| Saison    | Compétition  | Tour            | Club                     | Domicile | Extérieur | Total |
| --------- | ------------ | --------------- | ------------------------ | -------- | --------- | ----- |
| 1984-1985 | Coupe UEFA   | Premier tour    | Borussia Mönchengladbach | 2 - 3    | 1 - 4     | 3 - 7 |
| 1999-2000 | Coupe UEFA   | Premier tour    | Ajax Amsterdam           | 1 - 3    | 1 - 6     | 2 - 9 |
| 2004-2005 | Coupe UEFA   | Premier tour Q  | Qarabağ FK               | 3 - 0    | 1 - 0     | 4 - 0 |
| 2004-2005 | Coupe UEFA   | Deuxième tour Q | FC Wil                   | 3 - 1    | 1 - 1     | 4 - 2 |
| 2004-2005 | Coupe UEFA   | Premier tour    | Benfica Lisbonne         | 0 - 3    | 0 - 2     | 0 - 5 |
| 2005-2006 | Coupe UEFA   | Deuxième tour Q | Groclin Grodzisk         | 0 - 0    | 1 - 4     | 1 - 4 |
| 2010-2011 | Ligue Europa | Deuxième tour Q | FC Zestafoni             | 1 - 0    | 0 - 3     | 1 - 3 |

Légende
- Victoire ou qualification pour le tour suivant
- Match nul
- Défaite ou élimination de la compétition